# The White Queen
The White Queen är en amerikansk-brittisk dramaserie baserad på Philippa Gregorys bokserie om Rosornas krig. Det första avsnittet visades på BBC One den 16 juni 2013.

## Översikt
Serien börjar 1464, då England har legat i ett tronföljdskrig i nio år. Två grenar av samma släkt, huset York och huset Lancaster strider om tronen. Handlingen fokuserar på tre kvinnor och deras maktstrider: Elizabeth Woodville, Margaret Beaufort och Anne Neville.

## Rollista (i urval)

### Huset York
- Max Irons – Edvard IV av England
- Rebecca Ferguson – Elisabet Woodville
- James Frain – Lord Warwick
- Caroline Goodall – Cecily Neville
- David Oakes – George, hertig av Clarence
- Aneurin Barnard – Rikard, hertig av Gloucester
- Janet McTeer – Jacquetta, Lady Rivers
- Faye Marsay – Anne Neville
- Eleanor Tomlinson – Isabella Neville
- Ashley Charles – Edvard V
- Freya Mavor – Elisabet av York

### Huset Lancaster
- Amanda Hale – Margaret Beaufort
- Veerle Baetens – Margaret av Anjou
- Joey Batey – Edvard av Westminster
- Oscar Kennedy – Henrik Tudor som ung
- Michael Marcus – Henrik Tudor som vuxen
- David Shelley – Henrik VI
- Tom McKay – Jasper Tudor
- Elinor Crawley – Cecilia av York
- Ted Allpress – Rikard av Shrewsbury, hertig av York

### Övriga
- Juliet Aubrey – Anne Neville, grevinna av Warwick
- Frances Tomelty – Lady Beauchamp
- Michael Maloney – Henry Stafford, 2:e hertig av Buckingham
- Ben Lamb – Anthony Woodville, 2:e earl Rivers
- Hugh Mitchell – Richard Welles
- Simon Ginty – John Woodville
- Eve Ponsonby – Mary Woodville
- Rupert Young – William Herbert, 2:e earl av Pembroke
- Robert Pugh – Rikard Woodville, 1:e earl Rivers
- Lizzy McInnerny – Lady Sutcliffe
- Leo Bill – Sir Reginald Bray
- Rupert Graves – Thomas Stanley, 1:e earl av Derby
- Andrew Gower – George Stanley, 9:e baron
- Arthur Darvill – Henry Stafford, 1:e earl av Wiltshire
- Emily Berrington – Jane Shore
- Rudi Goodman – Richard Grey som ung
- Nicholas Fagg – Thomas Grey, 1:e markis av Dorset som ung
- Otto Farrant – Thomas Grey som vuxen

## Produktion
Budgeten låg på 25 miljoner pund. Serien tog 120 dagar att spela in.

### Skådespelare
Majoriteten av skådespelarna är britter, men eftersom serien spelades in i Belgien, medverkar även belgiska skådespelare som Veerle Baetens, Jurgen Delnaet, Joren Seldeslachts, Elsa Houben, Ben Forceville och Ben Van den Heuvel. Rebecca Ferguson som spelar Elizabeth Woodville, kommer från Sverige.

### Inspelningsplatser
Serien spelades in i Belgien och flera kända byggnader i Brygge och Gent ska föreställa platser i London och andra ställen.